# 李晨 (主持人)
李晨（1982年8月28日—），上海人，中国男主持人，演员。

## 生平
1982年，李晨出生在上海市。祖籍浙江宁波。

## 家庭
李晨的妻子名叫赵琼，2008年两人结婚。由于和男演员李晨同名同姓，曾一度被传出与张馨予的绯闻，导致众多新闻媒体出来解围，而妻子赵琼更是提防其出轨。2014年，其子李晋毅出生。

## 作品

### 电视剧
| 年份   | 中文名称       | 角色 | 备注 |
| ------ | -------------- | ---- | ---- |
| 2006年 | 女人行         | 阿斌 |      |
| 2001年 | 风云：雄霸天下 | 绝天 |      |
| 2000年 | 生命因你而美丽 | 杜远 |      |

### 电视节目
- 搜狐潮流实验室
- 《音乐飙榜》
- 辽宁卫视《唱游中国》，搭档阿雅
- 湖南卫视《勇往直前》搭档谢娜、《天天向上》、《快乐大本营》、《我爱记歌词》
- 浙江卫视《天下达人秀》
- 浙江影视《周末星派对》
- 东南卫视《朋友就该这样》
- 深圳卫视《奇迹之门》
- 东方卫视《舞林大会》搭档王冠
- 光线传媒《无线音乐俱乐部》
- 广东卫视《乐拍乐高》
- 青海卫视《花儿朵朵》搭档刘娜、林剑霄
- 江苏卫视《蒙面歌王》 (评委)